# Idols (álbum)
Idols es el cuarto álbum de estudio del cantante británico Yungblud. Fue lanzado el 20 de junio de 2025 a través de Locomotion Recordings y Capitol Records. Le precedieron los sencillos «Hello Heaven, Hello», «Lovesick Lullaby» y «Zombie».

## Antecedentes y temas
Idols se creó a lo largo de cuatro años en Leeds, una decisión deliberada para trabajar cerca de donde Yungblud creció, y ha sido considerado su trabajo más ambicioso hasta la fecha. El músico británico, cuyo verdadero nombre es Dominic Harrison, se refirió a él como "un proyecto sin límites". El álbum se publicó como un LP doble, con la primera parte lanzada el 20 de junio de 2025. Esta colección inicial de 12 canciones incluye los sencillos "Hello Heaven, Hello", "Lovesick Lullaby" y "Zombie".
Harrison se refirió al proyecto como "una carta de amor a la auto-reclamación... al rock... [y] a la vida; en toda su locura". En lugar de centrarse en sencillos, el proceso de creación de Idols giró en torno a "sentir y construir un mundo". Su intención era desafiar las ideas de "identidad" al intentar fortalecer la autoestima y buscar respuestas internas sobre la identidad antes de fijarse en los demás. Otro tema que explora en el álbum es su propia masculinidad, una idea que considera "una locura en 2025". Marca un giro en su carrera, influenciado por el britpop y diversos artistas, como Oasis, The Verve, Primal Scream, My Chemical Romance, David Bowie y Madonna.

## Lista de canciones
| N.º | Título                | Duración |  |
| 1.  | «Hello Heaven, Hello» | 9:06     |  |
| 2.  | «Idols Pt. I»         | 3:35     |  |
| 3.  | «Lovesick Lullaby»    | 2:55     |  |
| 4.  | «Zombie»              | 4:07     |  |
| 5.  | «The Greatest Parade» | 3:56     |  |
| 6.  | «Change»              | 3:28     |  |
| 7.  | «Monday Murder»       | 2:55     |  |
| 8.  | «Ghosts»              | 6:26     |  |
| 9.  | «Fire»                | 2:33     |  |
| 10. | «War»                 | 3:51     |  |
| 11. | «Idols Pt. II»        | 1:41     |  |
| 12. | «Supermoon»           | 3:12     |  |

| Idols – Edición limitada japonesa |                               |               |          |  |
| N.º                               | Título                        | Producido (s) | Duración |  |
| 13.                               | «Abyss» (tema de Kaiju No. 8) | Yungblud      | 2:04     |  |

## Posicionamiento en lista
| Lista (2025)                                 | Mejor posición |
| -------------------------------------------- | -------------- |
| Alemania (Offizielle Top 100)                | 2              |
| Australian Albums (ARIA)                     | 4              |
| Austria (Ö3 Austria)                         | 4              |
| Bélgica (Ultratop Flandes)                   | 1              |
| Bélgica (Ultratop Valonia)                   | 6              |
| Países Bajos (Album Top 100)                 | 1              |
| Escocia (Scottish Albums Chart)              | 1              |
| French Albums (SNEP)                         | 24             |
| French Rock & Metal Albums (SNEP)            | 1              |
| Irlanda (OCC)                                | 8              |
| Italian Albums (FIMI)                        | 19             |
| Japanese Western Albums (Oricon)             | 30             |
| New Zealand Albums (RMNZ)                    | 12             |
| Spanish Albums (PROMUSICAE)                  | 81             |
| Suiza (Schweizer Hitparade)                  | 13             |
| Reino Unido (UK Albums Chart)                | 1              |
| US Billboard 200                             | 73             |
| US Top Rock & Alternative Albums (Billboard) | 15             |